# Єдліче (гміна)
Гміна Єдліче (пол. Gmina Jedlicze) — місько-сільська гміна у східній Польщі. Належить до Кросненського повіту Підкарпатського воєводства.
Станом на 31 грудня 2011 у гміні проживало 15512 осіб.

## Територія
Згідно з даними за 2007 рік площа гміни становила 58.21 км², у тому числі:
- орні землі: 79.00%
- ліси: 10.00%

Таким чином, площа гміни становить 6.30% площі повіту.

## Населення
Станом на 31 грудня 2011:
| Опис     | Загалом | Загалом | Чоловіки | Чоловіки | Жінки | Жінки |
| -------- | ------- | ------- | -------- | -------- | ----- | ----- |
| одиниця  | осіб    | %       | осіб     | %        | осіб  | %     |
| все      | 15512   | 100     | 7583     | 48.88    | 7929  | 51.12 |
| міське   | 5760    | 100     | 2809     | 48.77    | 2951  | 51.23 |
| сільське | 9752    | 100     | 4774     | 48.95    | 4978  | 51.05 |

## Сусідні Гміни
Гміна Єдліче межує з такими гмінами: Вояшувка, Тарновець, Хоркувка, Ясло.

## Релігія
До виселення українців у 1945 році в СРСР та депортації в 1947 році в рамках акції Вісла Єдличі, Модерівка і Потік належали греко-католицької парафії Ріпник Короснянського деканату.

## Населені пункти
- Двуґє
- Добєшин
- Єдличі
- Жарновєц
- Модерівка
- Пйотрувка
- Поднєбиле
- Поренби
- Потік
- Хлєбна
- Ящев